# シェパーズ・ブッシュ・マーケット駅

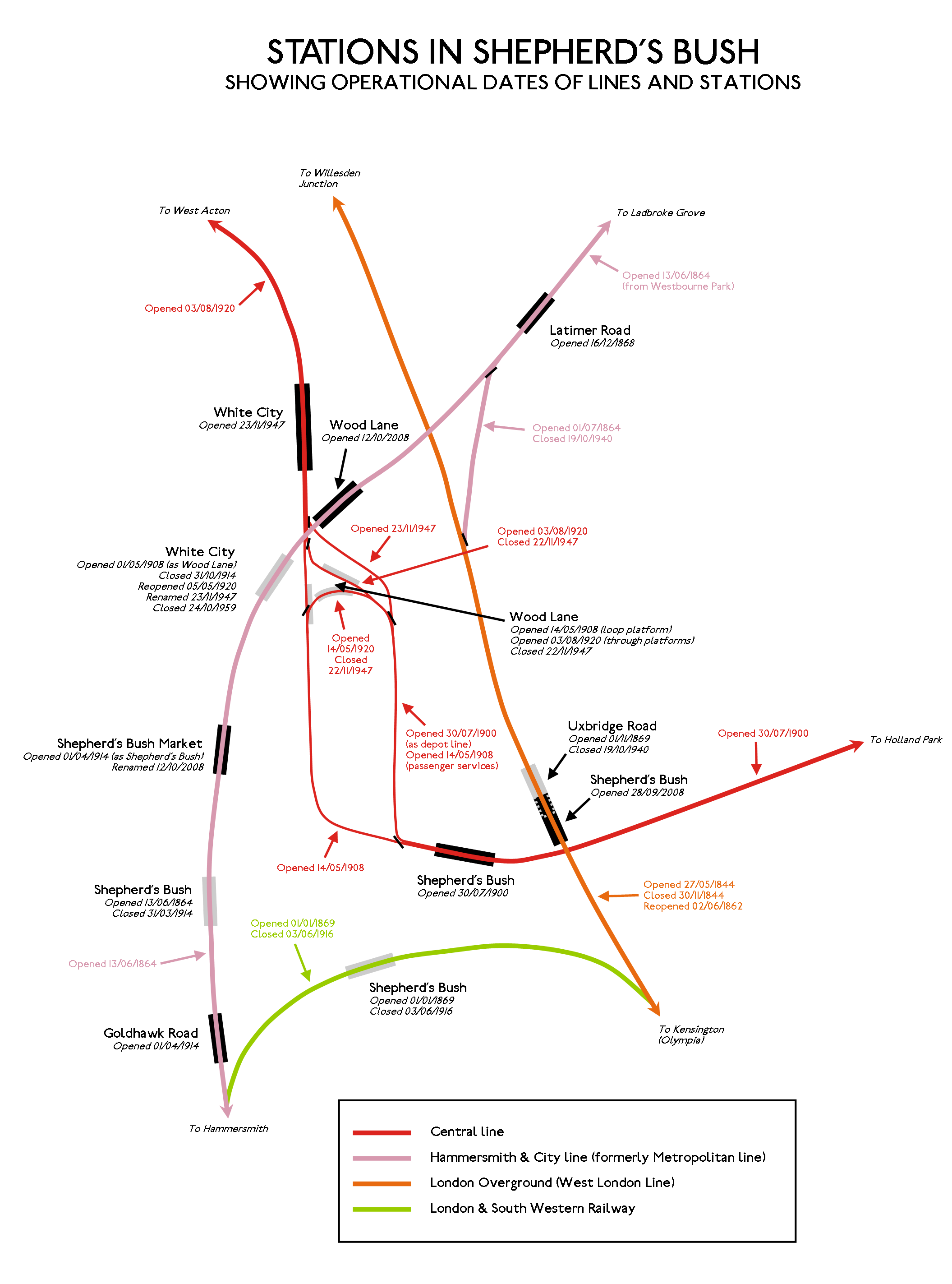
シェパーズ・ブッシュ付近の地下鉄駅

シェパーズ・ブッシュ・マーケット駅 (シェパーズ・ブッシュ・マーケットえき、英語: Shepherd's Bush Market station)は、グレーター・ロンドン、ハマースミス&フラム区、シェパーズ・ブッシュにあるロンドン地下鉄ハマースミス&シティー線とサークル線の駅である。当駅はトラベルカード・ゾーン2に位置し、ゴールドホーク・ロード駅とウッド・レーン駅の間にある。1864年の開業以来、「シェパーズ・ブッシュ」という駅名であったが、2008年10月にセントラル線の同名駅との識別のため「シェパーズ・ブッシュ・マーケット」に改名された。

## 歴史
最初のシェパーズ・ブッシュ駅は、1864年6月13日に、メトロポリタン鉄道のハマースミスへの延伸線上の駅として、現在の駅の南側の位置で開業し、1914年4月1日に現在位置に移転している。移転する前はシェパーズ・ブッシュ・マーケット・エリアにあるアクスブリッジ・ロードのちょうど南に位置していた。1877年10月1日から1906年12月31日までハマースミス駅 (グローヴ・ロード)を経由してリッチモンド駅への直通列車が運転されていた。
1900年に、セントラル・ロンドン鉄道（CLR、現在はセントラル線）がシェパーズ・ブッシュ・グリーンのもう一方の端にシェパーズ・ブッシュ駅を開業した。108年もの間、同じ駅名の地下鉄駅が480m離れたところにもう1つ存在していた。

## 改名
2008年、ロンドン・オーバーグラウンドウェストロンドン線に新しいシェパーズ・ブッシュ駅が開業した。シェパーズ・ブッシュという名前の駅が3つもあり、混乱を避けるために当駅は2008年10月12日に「シェパーズ・ブッシュ・マーケット駅」へ改名した。他の2駅は近接しており、改札外乗り換えが出来るが当駅は出来ない。

## 周辺
ロンドン地下鉄セントラル線のシェパーズ・ブッシュ駅は当駅から480m東、シェパーズ・ブッシュ・グリーンの先にある。また、当駅はシェパーズ・ブッシュ・グリーンの西端にあり、シェパーズ・ブッシュ・マーケットのある通りを渡ってすぐのところに位置している。
当駅はブッシュ・シアターやシェパーズ・ブッシュ・エンパイアを含む様々な娯楽施設や有名なコンサート会場に最も近い駅である。また、クイーンズ・パーク・レンジャーズFCのホームスタジアムであるロフタス・ロード競技場や、ショッピングセンターのウェストフィールドやウェスト12ショッピングセンターも近くにある。

## バス路線
ロンドンバスの207、260、283、607系統と深夜バスN207系統が当駅を経由する。

## 隣の駅
ロンドン交通局
ロンドン地下鉄
■ハマースミス&シティー線
ゴールドホーク・ロード駅 - シェパーズ・ブッシュ・マーケット駅 - ウッド・レーン駅
■サークル線
ゴールドホーク・ロード駅 - シェパーズ・ブッシュ・マーケット駅 - ウッド・レーン駅

### 廃止された路線
ロンドン地下鉄
■メトロポリタン鉄道
ハマースミス駅 (グローヴ・ロード) - シェパーズ・ブッシュ駅 - ラティマー・ロード駅

## ギャラリー

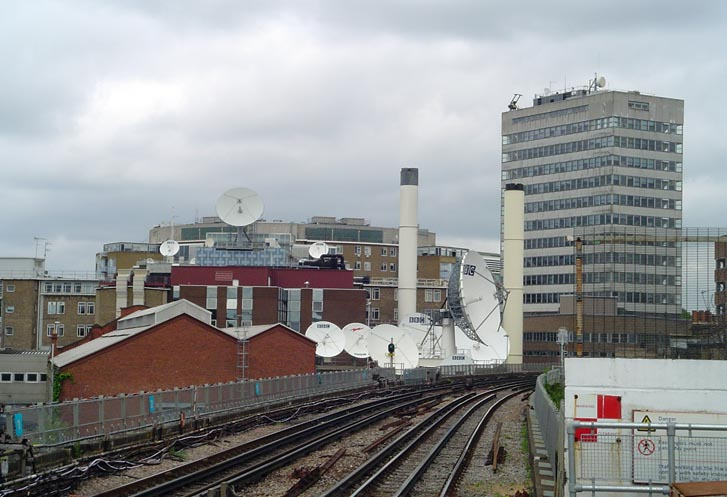
シェパーズ・ブッシュ・マーケット駅北側（BBCテレビジョンセンター側）
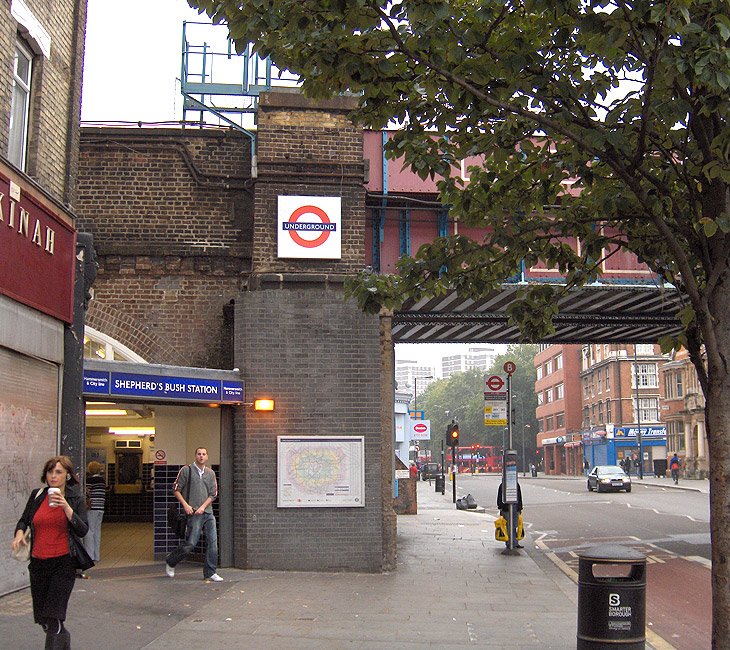
改名前の写真

## 参照
- シェパーズ・ブッシュ・マーケット（英語版）